# Metakognice

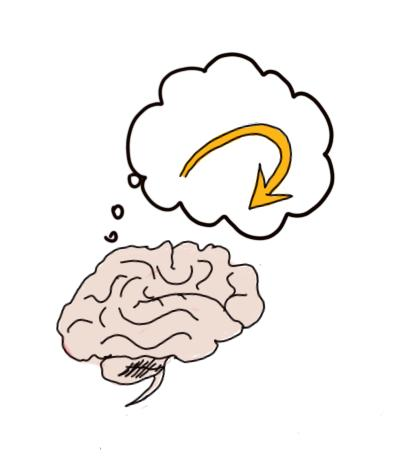
Ilustrační obrázek myšlení o myšlení

Metakognice (jednoduše vymezována jako "myšlení o myšlení") se definuje jako znalost poznání, monitorování a řízení kognitivních aktivit. Poprvé metakognici definoval na přelomu 70. a 80. let 20. století John H. Flavell.
Metakognice je multidimenzionální konstrukt, což znamená, že souvisí i s jinými konstrukty (např. s kritickým myšlením, s motivací, s učebními strategiemi, s řešením problémů, s hodnocením osobní zdatnosti a dalšími). Metakognice je někdy ztotožňována i s termínem sebereflexe.

## Definice metakognice
Definic metakognice je více. Metakognicí a její možnou definicí se zabývali také pedagogové Jan Průcha, Eliška Walterová a Jiří Mareš. Ti metakognici definovali následovně: vědomá činnost vedoucí k poznávání svých postupů při poznávání světa a zároveň se jedná o způsobilost člověka plánovat, monitorovat a vyhodnocovat postupy, které využívá při učení a poznávání.
Dále je metakognice vymezována podle Diane F. Halpernové jako určitá tendence monitorovat vlastní porozumění a postup směrem k cíli.
Další možnou definicí je, že metakognice je to, co dokážeme popsat ze škál, subjektivních výpovědí a z observačních protokolů zaměřených na metakognici. Toto vymezení vychází z metodologického hlediska a jeho autory jsou Sigmund Tobias a Howard Everson.
Známé je pojetí metakognice jako reflexe vlastního učení a poznání, teoreticky se této problematice věnovali Martin Chval a Hana Krykorková.
Podle Rainera H. Kluweho existují dvě základní vlastnosti společné pro tzv. metakognitivní činnosti, a to:
1. myslící jedinec si uvědomuje své myšlení a také myšlení ostatních osob,
2. myslící jedinec je schopen monitorovat a regulovat své myšlení.[3]

## Komponenty metakognice
Někdy je možné se setkat mimo jiné i s pojmy třídy metakognice, typy metakognice či koncepty metakognice. Existují tři oblasti metakognice, a to metakognitivní znalosti a zkušenosti, metakognitivní přesvědčení a metakognitivní monitorování, řízení a regulování. Převažuje přesvědčení, že základními komponenty metakognice jsou metakognitivní znalosti, které odkazují na jedincovu znalost o svých silných a slabých stránkách kognice. Tato znalost se týká i druhých osob. Metakognitivní znalostí se rozumí explicitní obsah dlouhodobé paměti. Metakognitivní znalost reprezentuje paměťovou oblast, která se vztahuje na vlastní znalost myšlení, učení a zpracování. Dalším výrazným komponentem metakognice je metakognitivní řízení, které vyjadřuje schopnost jedince řídit svou kognitivní činnost. Každý autor však pojmenovává základní komponenty metakognice jinak.

### John H. Flavell
Flavell mezi základní komponenty metakognice řadí metakognitivní znalosti a metakognitivní zkušenosti. Metakognitivní znalosti se primárně skládají ze znalostí a přesvědčení, jaké faktory ovlivňují kognitivní činnosti. Ovlivňující faktory jsou tři: jedinec, úloha a strategie. Metakognitivní zkušenosti jsou vědomě zkušenosti, které doprovázejí intelektuální činnosti. Tyto zkušenosti mohou působit na kognitivní cíle a úlohy, na metakognitivní, kognitivní i znalostí činnosti a strategie. Metakognitivní znalosti a zkušenosti se také mohou překrývat.

### Gregory Schraw a Rayne S. Dennison
Schraw a Dennison zařadili mezi dva základní komponenty metakognice: znalosti kognice a regulaci kognice. Tyto dva komponenty se vzájemně silně ovlivňují. Znalosti kognice lze charakterizovat jako uvědomění si učícího jedince, jaké využívá strategie, aby došel k cíli. Regulace kognice zase znamená, že učící se osoba je schopna plánovat, monitorovat a vyhodnocovat vlastní učení.

### Robert L. Widner a Hajime Otani
Widner a Otani také rozlišují dva komponenty metakognice. Stejně jako Flavell definují metakognitivní znalosti a pak přidávají druhou složku metakognice, a to metakognitivní řízení. Metakognitivní znalosti lze charakterizovat jako znalost vlastních kognitivních operací. Metakognitivní řízení umožňuje jedinci monitorovat tyto kognitivní operace.

### Peter R. J. Simons
V roce 1996 Simons rozlišil tři třídy metakognice, ty definoval ve vztahu k výkonu. První třídou je metakognitivní přesvědčení. Dalšími pak metakognitivní znalosti a exekutivní řízení. Metakognitivní přesvědčení jsou ta, která má jedinec o sobě samém a o své kognici (popřípadě kognici ostatních osob). Simons navíc rozděluje metakognitivní přesvědčení do dvou dalších typů: pojetí inteligence a pojetí učení. Metakognitivní znalost je definována jako znalost, kterou má jedinec o své kognici (popřípadě kognici ostatních osob). Exekutivní řízení umožňuje monitorování a řízení probíhajícího kognitivního procesu.

### John Nietfeld a Li Cao
Profesoři Nietfeld a Cao rozlišovali dva komponenty metakognice: metakognitivní znalosti a regulační dovednosti (též nazývané metakognitivní dovednosti).

### Hana Krykorková a Martin Chval
Podle Krykorkové a Chvala tvoří metakognici celkem tři komponenty: metakognitivní znalosti, metakognitivní monitorování a metakognitivní regulování. Díky metakognitivním znalostem probíhá výběr, rozhodnutí a řešení úlohy.

### Thomas O. Nelson a Louis Narens
Jako jediní z výše uvedených se autoři Nelson a Narens nepřiklonili k metakognitivním znalostem, komponenty metakognice specifikovali vzhledem k procesu. Mezi základní komponenty podle nich patří řízení a monitorování.

## Výzkum metakognice
Výzkumným trendem je diferencovat metakognitivní strategie do dvou základních směrů:
1. první směr řeší problematiku užití metakognitivních strategií v rámci řešení problémů, sem řadíme matematické úlohy a ostatní vědy budované na exaktním výzkumu (biologie, fyzika, chemie ad.),
2. druhý směr řeší otázku metakognitivních strategií užívaných v kontextu gramotnosti, převážně čtení s porozuměním a psaní.

V rámci zkoumání metakognice je kladen důraz nejen na paměť, ale také na porozumění textu, řešení problémů a zdůvodňování.

### Metakognice ve vzdělávání
Učitel je důležitým subjektem pro rozvoj metakognice. Je to vzdělavatel, který organizuje situace, ve kterých se rozvíjí metakognice.
Ve vzdělávání se uplatňují kognitivní a metakognitivní strategie, které od sebe nelze oddělovat. Metakognitivní strategie jsou procesy sloužící subjektu k reflexi jeho vlastních kognitivních postupů. Je to znalost jedince o svých výkonových procesech, které aktivuje před, během a po daném úkolu. Do určité míry jsou metakognitivní strategie totožné s metakognitivním řízením. Metakognitivní znalosti pak pomáhají s výběrem strategie.
Výzkum metakognice ve vzdělávání je potřeba podřídit věkové kategorii zkoumaných subjektů. Podle stanovených kritérií se rozlišují tři kategorie: preprimární a primární, sekundární, terciární vzdělávání. V současnosti se zdůrazňuje výzkum v terciárním stupni vzdělávání. Často je výzkum metakognice spojován s autoregulací. Metakognice propojuje činění rozhodnutí s pamětí, učení s motivací a kognitivním rozvojem, proto má veliký vliv na vzdělávání. Nejčastějším sběrem dat o metakognici je dotazníkové šetření, rozhovory či sebeposuzovací škály, žáci a studenti skrze ně hodnotí své výkony. Pro předpovídání školní úspěšnosti je metakognice důležitějším faktorem, než samotné rozumové schopnosti. Metakognice má přímý vztah ke kvalitě a výjimečnosti (zejména školního) výkonu.
Z výzkumů vyplývá, že metakognice má velký účinek na kvalitu porozumění. Metakognice představuje významný faktor, který působí na schopnost jedince porozumět čtenému textu. Metakognitivně koncipovaná výuka vede k lepšímu čtení s porozuměním. Dále výzkumníci přišli s výsledky, že učební úkoly musí být úměrně náročné a podnětné, aby studenti přistoupili k užití metakognitivního myšlení. Všechny činnosti studentů spojené s předvídáním, plánováním, monitorováním a evaluací mají tendenci rozvíjet metakognitivní uvažování a také úroveň autoregulovaného učení.
V kontextu české pedagogiky se však ukazuje, že předpoklad přímé aplikace metakognitivních postupů selhává. S tím souvisí i relativní nepřipravenost studentů a učitelů aktivně přijmout nácvik metakognice a dále ji rozvíjet.

### Metakognice v psychologii
Metakognici se věnuje jak psychologie kognitivní, tak i psychologie vývojová. Výzkum metakognice ve vývojové psychologii se zaměřuje na individuální a skupinové rozdíly v rámci různých aspektů metakognitivních znalostí, schopností a strategií. Kognitivní psychologie se spíše orientuje na paměťové procesy doprovázející metakognitivní monitorování a řízení.
Kognitivní psychologové Sternberg, Gardner a Perkins rozšířili svou definici inteligence o metakognici, protože se domnívali, že metakognice je důležitou složkou inteligentního chování.

## Měření metakognice
Nejrozšířenější kategorizace měření metakognice je dělení na tzv. on-line metody a off-line metody. On-line metody zaznamenávají projevy metakognitivní aktivity přímo v jejich průběhu (tj. v době, kdy posuzovaná osoba řeší nějaký kognitivní úkol, který u ní vyvolá aktivaci metakognitivního monitorování a/nebo metakognitivních strategií). Off-line metody spočívají ve zpětném sebeposouzení diagnostikované osoby písemnou (dotazníky, sebeposuzovací škály apod.), nebo ústní podobou (interview).

### On-line metody
Zásadní on-line metodou je analýza protokolů zaznamenávajících myšlenkové pochody. Posuzovaná osoba je instruována, aby v průběhu řešení úlohy verbalizovala své myšlení, tedy myslela nahlas. Tento slovní projev má být zcela spontánní a má probíhat v co nejmenší míře interakce mezi probandem a experimentátorem či diagnostikem. Verbální projev je nahráván a přepsán do tzv. think-aloud protokolu. Z tohoto protokolu se poté identifikují konkrétní typy metakognitivních strategií, které posuzovaný užil. Nejjednodušší rozdělení metakognitivních aktivit dělí postupný proces řešení úkolu na orientaci, plánování, vlastní vykonání úkolu, monitorování, evaluaci.
Další metodou je analýza postupů registrovaných pomocí počítače. Využívá výpočetní techniku a speciálně vyvinutý či upravený software. Posuzovaná osoba řeší úkol v tomto předem připraveném softwarovém prostředí. Příslušný program zaznamenává, jaké konkrétní aktivity, v jakém čase a v jakém pořadí v průběhu řešení zkoumaný provedl.
Sledování očních pohybů (eye-tracking) je metoda, při které člověk sleduje určenou plochu, zatímco jeho oči zaznamenává infračervená kamera. Ta přesně ukazuje, kam a kdy se člověk dívá. Při analýze se tato plocha rozdělí na menší části nazývané oblasti zájmu. Výzkumníky pak zajímá, jak dlouho a kolikrát se testovaný na určité oblasti díval (např. na text, obrázek nebo graf). Když oko zůstane nehybné a zaměří se na jedno místo, říká se tomu fixace. Existuje více než sto způsobů, jak fixace měřit. Počet a délka fixací ale i pohyby očí mezi různými oblastmi zájmu jsou důležitými ukazateli metakognitivní aktivity.

### Off-line metody
První z off-line metod měření metakognice využívá dotazníky a posuzovací škály. Vzniklo mnoho takových dotazníkových metod. Jenda z nich je dotazník metakognitivního uvědomění, který je považován za „tradiční“ mezi těmito dotazníky. Dotazník obsahuje otázky zaměřené na znalosti o vlastním myšlení ale i na praktické dovednosti, jako je například plánování nebo strategie práce s informacemi. Dotazník je z 52 položek, odpověď na každou položku vyjadřuje posuzovaná osoba na grafické škále, jejíž levý konec vyjadřuje absolutní souhlas, pravý konec absolutní nesouhlas.
Dalším druhem off-line metody je metakognitivní interview. Jsou to strukturované nebo polostrukturované rozhovory. Jsou časově náročnější na vyhodnocení než dotazníky, ale motivují zkoumaného k promyšlenějším a hlubším odpovědím. Také je tato metoda vhodnější pro malé děti, které by s dotazníkem nedokázaly pracovat. Konkrétní metoda interview o metakognitivním povědomí se skládá z 8 standardních otázek, zacílených na využívání metakognice v procesu čtení. Posuzovaní odpovídají na každou položku volnou odpovědí, posuzovatel následně při vyhodnocení přiděluje jednotlivým odpovědím 0, 1 nebo 2 body podle toho, nakolik pokročilou úroveň metakognice podle jeho úsudku odpověď vyjadřuje.
Při metodě stimulovaného vybavování si zkoumaná osoba zpětně popisuje postup svého myšlení, zatímco sleduje záznam svého řešení úlohy, při kterém nic nahlas nekomentovala. Nezakládá se na sebe-posouzení jednotlivce a je málo používaným postupem. Tento postup není příliš uplatnitelný při úlohách, které zahrnují například pouze déletrvající učení se ze čteného textu. Na druhou stranu je možné jej využít při zkoumání metakognitivní strategie skupinové práce.
Způsobů, jak klasifikovat metody pro zjišťování metakognice existuje ale kromě zde uvedených samozřejmě více.